# Tripla Alianță (1882)
A nu se confunda cu Puterile Centrale.
Tripla Alianță a fost încheiată între Germania, Austro-Ungaria și Italia, astfel luând naștere una dintre cele mai faimoase alianțe din întreaga istorie.
Alianța a fost încheiată la inițiativa cancelarului Otto von Bismarck (“cancelarul de fier” al Germaniei), fiind, inițial, una de ordin defensiv, adică doar în cazul în care Franța ar fi atacat pe unul din membrii acesteia, ceilalți ar fi fost nevoiți să intervină și să declare război Franței. La baza acestei alianțe stă tratatul secret negociat de von Bismarck cu Austro-Ungaria în 1879, care sporea puterea în zonă a celor două state. Austro-Ungaria câștiga un aliat puternic în lupta de rezistență dusă împotriva expansionismului rusesc, iar Germania devenea și mai puternică în cadrul eventualelor conflicte cu Franța, refăcută după încheierea războiului din 1870-1871.

## Aderarea Italiei la Dubla Alianță
Italia, avea, în acest timp, probleme în Nordul Africii, unde Franța își instaurează protectoratul asupra Tunisiei în 1881. Sentimentele anti-franceze, existente în perioada împăratului Napoleon al III-lea, au cunoscut acum un puternic reviriment. Sunt inițiate aproape imediat contacte cu Viena și Berlin, guvernul italian notificând cele două țări, la 30 decembrie 1881, despre intenția ei de a se alătura unei alianțe austro-germane. Pentru Austro-Ungaria inserarea Italiei în Dubla alianță existentă cu Germania îi oferea o serie de avantaje: guvernul italian era descurajat din a revendica teritorii aflate sub control austro-ungar (ex. Tirolul de Sud), iar din punct de vedere militar spatele frontului vestic austro-ungar era asigurat. Pentru Germania, alăturarea Italiei la alianță venea cu avantajul accentuării izolării diplomatice franceze, unul dintre obiectivele „cancelarului de fier”. Tratatul de alianță dintre Italia, Austro-Ungaria și Germania a fost semnat la Viena la 20 mai 1882. Prevederile militare pot fi rezumate astfel: acordarea de ajutor militar în cazul în care Italia sau Germania ar fi fost atacate de Franța sau în cazul în care unul dintre semnatari se afla în război cu alte două puteri nesemnatare. În textul tratatului a fost inclusă și o clauză privind o neutralitate binevoitoare, sau în funcție de cereri, ajutor armat, în cazul în care o putere semnatară ar declara război altei puteri nesemnatare. În continuarea tratatului inițial, pentru definirea mai clară a statelor împotriva cărora se „apără” țările semnatare, reprezentanții Italiei, Germaniei și Austro-Ungariei  adoptă la 28 mai 1882 o Declarație. Textul ei stipula că tratatul nu este îndreptat împotriva Marii Britanii, fiind subînțeleasă orientarea împotriva Franței și Rusiei.   Astfel, va lua naștere Tripla Alianță, o importantă parte a sistemului de alianțe creat de cancelarul german având drept scop încercuirea Franței și limitarea expansionismului rusesc.

## Evoluția în timp a Triplei Alianțe
Tripla Alianță formată în 1883 trebuie înțeleasă în contextul mai larg al intereselor cancelarului german. Semnificativ în acest sens se dovedește coexistența, pentru o anumită perioadă, a Alianței celor trei împărați și a Triplicei. Prin Alianța celor trei împărați facem referire la un nou tratat (a nu se confunda cu alianța din 1873 căzută în desuetudine în urma Congresului de la Berlin)  semnat între Germania, Austro-Ungaria și Imperiul Țarist în iunie 1881. Geneza lui poate fi plasată în dorința mutuală de apropiere a Germaniei și Rusiei și de slăbiciunea Austro-Ungariei, care nu se dovedea suficient de puternică pentru a influența oricare dintre aliatele sale. Cu toate acestea, fiecare dintre cele trei state au avut de câștigat de pe urma asocierii, alianța fiind, pentru aproape un deceniu, un element de stabilitate în politica europeană. Conform anumitor autori, Dubla Alianță și Tripla Alianță au reprezentat elemente secundare în sistemul creat de Bismarck, Alianța celor trei împărați ocupând un rol principal.
Deteriorarea din ce în ce mai accentuată a relațiilor franco-germane l-au convins pe Bismarck de necesitatea păstrării Triplei Alianțe. În momentul în care relațiile germano-franceze devin atât de tensionate, încât Bismarck prevede un război (incidentul de spionaj din 1887), alianțele deja existente capătă noi conotații. Atât în Germania, cât și în Austro-Ungaria, Tripla Alianță, în defavoarea relațiilor amicale cu Rusia (trebuie notate și conflictele din Balcani care tensionează relațiile austro-ruse, de ex. criza bulgară, războiul bulgaro-sârb și detronarea de către ruși a prințului bulgar Alexandru Battenberg), câștigă tot mai mult teren, mai ales în contextul în care expirarea tratatului era iminentă.  Italia va fi marea câștigătoare în acest context tensionat, multe din doleanțele ei de la 1882, respinse de Bismarck, fiind acum acceptate. Reînnoirea are loc la 20 februarie 1887, adăugându-se două convenții anexe: italo-austro-ungare și italo-germană. Prima garantează status-quo-ul în Balcani  prin ideea că Austro-Ungaria nu va ocupa, definitiv sau temporar, un teritoriu fără a avea acordul Italiei și fără să-i plătească compensații. Caracterul anterior defensiv se transformă în unul ofensiv datorită  recunoașterii dreptului Italiei de a ataca Franța dacă Franța își extinde influența în Africa de Nord în cea de-a doua convenție.
Consecința imediată, cu o semnificație deosebită pentru politica externă Austro-Ungară, a constituit-o  apropierea Marilor Puteri cu interese în zona bazinului Mării Mediterane. Prin urmare, încă din februarie 1887, printr-un schimb de note Anglo-Italiene încep să se contureze acordurile Mediterane. Ele privesc păstrarea status-quo-ului împotriva intereselor franceze și rusești. La înțelegerea inițială vor adera austriecii în martie și spaniolii în mai. În ciuda implicării extrem de reduse a cancelarului de fier în acest proces, prin natura lor, acordurile Mediterane i-au servit perfect intereselor de politică externă.
Îndreptarea atenției Austro-Ungariei spre alte alianțe i-a oferit o anumită libertate lui Bismarck în a urmări o apropiere de Rusia, stat care a anunțat oficial renunțarea la Alianța celor trei împărați, tratat ce urma să expire în 18 iunie 1887. În aceeași dată se va încheia între cele două puteri, Germania și Rusia, un tratat de reasigurare (păstrat secret până și față de aliații Germaniei). Scopul principal al lui Bismarck, așa cum remarcă o serie de istorici, privește eliminarea oricărei posibilități a unei apropieri franco-ruse. Astfel că, cele două state se angajează în păstrarea unei neutralități binevoitoare în caz de conflict armat și chiar în contextul unui război ruso-austriac sau franco-german. Mai mult, Reichul promite țarului sprijin diplomatic în problema strâmtorilor, în care principalii opozanți erau Marea Britanie și Austro-Ungaria. Unii istorici, precum W.L. Langer, consideră această combinație, Tripla Alianță, Tratat de Reasigurare și acordurile Mediterane, cea mai semnificativă realizare a sistemului bismarckian.
Pentru o perioadă de timp, Austro-Ungaria și Rusia se aflau în poziții antagonice. În scurtă vreme, însă, lucrurile se vor schimba. Următorii miniștri de externe austro-ungari, și anume Goluchowski și contele Lexa von Aerenethal, se vor apropia din ce în ce mai mult de Rusia din cauza unei dorințe comune: scoaterea Italiei din Balcani. La fel, Franța va încheia cu Italia un acord conform căruia ambele state se vor declara neutre în cazul unor conflicte între celelalte țări.
Tot în acest timp, lua naștere, în urma semnărilor de tratate între ceilalți 3 poli de putere europeni, Marea Britanie, Rusia și Franța, a unei serii de tratate bilaterale, numite Antanta, menită să contracareze pretențiile puterilor din Tripla Alianță.
După asasinarea de către un naționalist sârb, la Sarajevo, a arhiducelui Franz Ferdinand și a soției acestuia (28 iunie 1914) războiul era iminent, așa că marile puteri au început degrabă pregătirile pentru o conflagrație care avea să devină mondială. În decurs de numai 2 săptămâni, statele din cele 2 sfere de influență la nivel european și-au declarat război, conflagrația durând până în 11 noiembrie 1918.

## Contextul, cauzele și premisele aderării României la Tripla Alianță
Cucerirea independenței de stat, în urma războiului ruso-turc din 1877-1878, i-a permis României să devină subiect al relațiilor internaționale și i-a conferit posibilități sporite de afirmare în politica externă. După 1878, România a urmărit 3 obiective principale de politică externă, acestea fiind formulate în memoriul prezentat de Mihail Kogălniceanu la 19 iunie/1 iulie 1878 în cadrul Congresului de la Berlin: menținerea integrității teritoriale; recunoașterea și consolidarea independenței; declararea neutralității sale.
Pornind de aici, diplomația română a trebuit să aibă în vedere întregul context al relațiilor internaționale, care căpătatase o intensitate deosebită, ca urmare a intereselor divergente ale marilor puteri. În noile condiții diplomatice, Carol I și oamenii politici român au conștientizat riscul de a urmări obiective de politică externă fără patronajul uneia sau a mai multora dintre marile puteri. Ei erau convinși că numai afilierea la un sistem de alianțe va putea să promoveze interesele de politică externă ale țării și să ofere protecție față de presiunile externe. Necesitatea patronajului unei puteri sau afilierea la un sistem de alianță a devenit evidentă, mai ales, în urma împotrivirilor marilor puteri  în probleme importante pentru statul român ca recunoașterea independenței (care a fost condiționată de Germania în cadrul Congresului de la Berlin) și chestiunea Dunării, în care România s-a opus deciziilor marilor puteri potrivnice intereselor sale și a intrat într-o izolare totală. Un alt eveniment ce a determinat îngrijorarea cercurilor politice românești îl constituia deteriorarea relațiilor dintre Rusia și Bulgaria, fapt ce putea conduce la o eventuală intervenție militară, care nu se putea efectua decât pe teritoriul României.
Realizarea unei alianțe nu era însă, în condițiile amintite, atât de facilă. Deoarece toate posibilitățile prezentau diferite inconveniente, opțiunea trebuia să se îndrepte spre soluția care prezenta dezavantajele cele mai mici. O apropiere de Marea Britanie nu putea fi luată în considerare din cauza politicii de neangajare promovată de guvernul englez până în 1904. Nici orientarea tradițională către Franța nu putea fi luată în calcul deoarece, după înfrângerea din 1871, aceasta slăbise pentru un timp și fusese izolată prin abila acțiune diplomatică a lui Bismarck. Pe de altă parte, o diminuare a simpatiilor românești s-a produs datorită atitudinii diplomației franceze în timpul Congresului de la Berlin și în perioada imediat următoare, Franța fiind printre ultimele puteri care au recunoscut independența României. Nici din punct de vedere economic apropierea de statul francez nu oferea avantaje: relațiile comerciale erau relativ moderate, iar piața financiară franceză a rămas închisă României.
Aliatul Franței începând cu anul 1893, Rusia, era un candidat și mai puțin probabil în contextul unei alianțe. Oamenii politici români, în special liberalii, cât și opinia publică în general considerau Rusia drept un inamic. Guvernul român ajunsese într-o stare de încordare cu Imperiul Țarist, ca urmare a pretențiilor acestuia din urmă asupra celor trei județe din sudul Basarabiei (Ismail, Cahul și Bolgrad) și apoi a preluării lor în schimbul Dobrogei în 1877, prevedere consfințită mai apoi prin Pacea de la San-Stefano și la Congresul de la Berlin (1878). Divergențele au continuat și în perioada următoare, fiind întreținute de diferite incidente, cum a fost cel legat de disputa în jurul înălțimii Arab-Tabia din ianuarie 1879, desfășurat într-un moment când granița de sud a Dobrogei nu fusese încă stabilită definitiv. Conflictul diplomatic s-a declanșat ca urmare a ocupării de către trupele române a acestei înălțimi, care prezenta o importanță strategică pentru frontiera românească. Disputa, în care au intervenit Austro-Ungaria (de partea României) și Germania (de partea Rusiei), s-a soldat cu ruperea relațiilor diplomatice de către statul rus. Acestea au fost reluate abia după ce, în iulie 1880, conflictul a fost soluționat prin trecerea Arab-Tabiei în stăpânirea României. Momente încordate în relațiile româno-ruse au fost pricinuite și de interesele Rusiei în Bulgaria. O apropiere de Rusia nu putea fi favorizată nici de relațiile economice deoarece similitudinile între cele două economii determinau o concurență pe piața occidentală pentru desfacerea produselor agricole. La acestea s-au adăugat campaniile de presă ostile statului român și, după cum sublinia istoricul Tatișcev, lipsa de tact a diplomaților țariști.
Aproape la fel de dificile erau și raporturile cu celălalt mare vecin, Austro-Ungaria. Deși, Monarhia Dualistă a fost prima mare putere europeană care a recunoscut independența României, fără a mai aștepta îndeplinirea de către ea a condițiilor impuse și chiar a intervenit la rugămintea guvernului român pe lângă guvernele Germaniei, Angliei și Franței, după ce statul român și-a îndeplinit condițiile, ulterior însă poziția statului austro-ungar se schimbă radical, tendință ce se observă începând cu refuzul acestuia de a recunoaște Regatul român. De fapt, poziția Austro-Ungariei față de România este una destul de contrastantă și varia de la ostilități categorice la acțiuni de sprijin. Dificultatea esențială a raporturilor cu Austro-Ungaria era generată de situația românilor din Transilvania, supuși unei deznaționalizări forțate odată cu instituirea dualismului austro-ungar în 1867. Această politică a determinat nu numai rezistența hotărâtă a românilor transilvăneni, ci și o vie reacție a conaționalilor din regat, iar o alianță a României cu guvernul unui stat care oprima peste trei milioane de români putea crea impresia renunțării de a-și sprijini unele interese vitale pentru propriul popor.
Relațiile cu Germania nu prezentau atâtea dificultăți, dar nici nu se poate vorbi de o simpatie a opiniei publice față de recent creatul Imperiu german, fapt la care au contribuit concesiunea Strousberg, atitudinea Germaniei în timpul Congresului de la Berlin și în anii următori, unele aprecieri ale lui Bismarck la adresa politicienilor români, față de care se arăta “foarte nemulțumit, acuzându-i că ar fi înțeleși cu Rusia în exterior și cu socialiștii în interior”. Totuși, elementele amintite nu erau de natură să creeze situații mai îndelungate de tensiune.
În aceste condiții, soluția care se putea impune era tocmai aceea a unei alianțe cu Germania. Imperiul creat în 1871 prezenta și avantajul că era principala putere militară a Europei, dispunând, în același timp, de o importantă și dinamică forță economică. Dar, dacă relațiile cu Germania ofereau însemnate avantaje, ele prezentau și inconvenientul major că nu puteau fi concepute decât prin acceptarea situației create de alianța austro-germană din 1879, ceea ce însemna că apropierea de Germania implica, în același timp, și o apropiere de Austro-Ungaria. Ultima soluție, evident, venea în contradicție cu interesul național al românilor. Câțiva factori politici și economici favorizau totuși o realizare temporară a ei.
Pentru români, cucerirea independenței constituia un nou pas spre drumul desăvârșirii unității lor. În condițiile de după 1878, era limpede că acest scop nu putea fi realizat curând. Era necesar deci ca mai înainte să se consolideze ceea ce se realizase până atunci, statul român așa cum era el la 1878, iar aceasta presupunea o perioadă de liniște. Privită sub acest raport, o apropiere temporară de Tripla Alianță oferea o garanție mai puternică decât o alianță cu o singură mare putere. Apoi, din cele trei state membre ale acestui prim bloc politico-militar, cu Germania și Italia nu existau divergențe fundamentale.
În plan economic, relațiile comerciale cu Austro-Ungaria și Germania erau deosebit de importante pentru statul român. Cerealele și vitele românești se îndreptau în bună măsură spre piețele din Europa centrală, care, la rândul lor, ofereau o mare parte a importului românesc de produse industriale. Schimbul s-a intensificat ca urmare a Convenției comerciale cu Austro-Ungaria, din 1875, deși consecințele negative ale acesteia pentru industria românească au fost viu criticate după 1878. Aceste relații erau de natură să determine anumite grupuri la acceptarea, dacă nu a unei alianțe, cel puțin a unei apropieri de Puterile Centrale. Pentru marii producători agricoli, îndeosebi, ar fi putut crea condiții mai favorabile pentru desfacerea grânelor și vitelor. Se adaugă și faptul că piața financiară germană oferea largi posibilități pentru contracararea unor împrumuturi, într-o perioadă când necesitatea acestora devenise presantă.
Un factor hotărâtor a fost, pe bună dreptate, voința regelui Carol I,  rămas, după însăși expresia sa, “un bun prusac și un bun german”. Carol I considera că orientarea spre Puterile Centrale trebuia să constituie un element de bază al politicii externe a României. Deși aderarea la Tripla Alianță părea la moment soluția optimă pentru România, ea nu se putea realiza decât în mod secret, dată fiind opinia ostilă față de Monarhia Dualistă, atitudine ce nu putea fi neglijată. Din acest motiv, o posibilă discuție asupra subiectului în Parlament era exclusă. Constituția din 1866, acorda regelui importante prerogative ce măreau ponderea puterii sale nu numai în plan intern, ci și în politica externă. Regele a folosit carențele Constituției și a scos subiectul tratatelor politice de sub răspunderea Parlamentului. Potrivit articolului 93, șeful statului “încheie cu statele străine convențiunile necesare pentru comerciu, navigațiune și altele asemenea; însă, pentru ca aceste acte să aibă autoritatea îndatoritoare, trebuie mai întâi a fi supuse puterii legislative și aprobate de ea”, iar articolul 96 al Constituției prevedea că “regele nu are alte puteri decât acelea date lui prin Constituție”, ceea ce însemna că nu putea fi cazul tratatelor politice, de vreme ce ele nu erau menționate. Carol I nu putea încălca condiția formulată în articolul 92, anume că “nici un act al regelui nu poate avea tărie dacă nu va fi contrasemnat de un ministru, care, prin aceasta chiar, devine răspunzător de acel act”. În condițiile în care alegerea sau menținerea unui ministru, depindeau, în mare măsură, de voința regelui, Carol I avea la îndemână un însemnat mijloc de presiune asupra miniștrilor pentru impunerea unei anume orientări în politica externă. Pe de altă parte, regimul responsabilității ministeriale nu era de natură să determine un ministru la o facilă acceptare a semnării unui tratat contravenind manifestărilor opiniei publice, mai ales că acesta, secret deocamdată, era destinat, în ultima instanță, unei eventuale aplicări, moment când trebuia în mod necesar să devină public. Totuși, regele n-a fost nevoit să apeleze la asemenea manevre deoarece viziunile sale în legătură cu aderarea la Tripla Alianță coincideau cu cele ale primului său ministru, I.C. Brătianu. Această orientare avea adepți și în tabăra conservatoare, mai ales în rândurile junimiștilor. Personalități proeminente, precum P.P. Carp și  T. Maiorescu, au adus o contribuție însemnată în acțiunea de apropiere de statele membre ale Triplei Alianțe prin participarea la tratativele diplomatice din 1883 și respectiv prin publicarea cu doi ani înainte a unui articol în „Deutsche revue”, în care era expusă necesitatea stabilirii unor relații de amiciție și colaborare între România și Puterile Centrale.
O explicație a cauzelor orientării politicii României spre Tripla Alianță este dată însuși de regele Carol I în cadrul unei discuții purtate cu ministrul Germaniei la București, von Bulow în 1888 :„Relațiile cu Rusia ... sunt o problemă anevoioasă a politicii noastre externe. Nu urmărim să provocăm Rusia. Voim chiar să facem tot ce stă în putința noastră pentru a evita un război cu ea. Dar față de primejdia ce ne amenință din partea puternicii Rusii, avem nevoie de sprijinul Puterilor Centrale”. Regele exprima părerea că „Deoarece primejdiile ce amenință România din partea Rusiei sunt mai serioase decât necazul și durerea pentru răul tratament al românilor din țările ungurești, România caută ocrotire și siguranță în Tripla Alianță”.
În istoriografia contemporană, de după 1945, sunt enunțate câteva cauze principale ale aderării României la Tripla Alianță. În lucrarea „Istoria românilor” scrisă de C.C. Giurescu și Dinu Giurescu se arată că „tratatul secret de alianță a fost determinat de felul cum România fusese tratată de guvernul țarist la finele războiului din 1877-1878 și tendința aceluiași guvern de a ajunge la Constantinopol și Strâmtori”. În „Istoria României. Compendiu” (1969), se consideră că „prezența pe tronul României a regelui Carol I de Hohenzollern, de origine prusacă, orientarea pro-germană a unor fruntași ai vieții publice din România, alături de presiunile crescânde ale Puterilor Centrale, au făcut ca România să adere în 1883 la Tripla Alianță”. Istoricii V. Moisuc și Șerban Rădulescu apreciază tratatul din 1883 ca determinat de reminiscența momentelor dificile prin care a trecut România după războiul de independență, cât și la Congresul de la Berlin, de nevoia unei stabilități politice și de anumite interese economice. Cei doi autori afirmă cu deplin temei că tratatul secret de alianță româno-austro-ungară, la care a aderat și Germania, a avut un caracter de pură oportunitate, constatare pe care o făcuse și baronul Mayr în 1884.
Totuși, trebuie să ținem cont că aderarea statului român la Tripla Alianță nu a constituit doar produsul acțiunii diplomației române, ci a fost rezultatul unei acțiuni bilaterale. Mai mult decât atât, rolul Germaniei și Austro-Ungariei apare preponderent atât în încheierea, cât și, mai ales, în păstrarea alianței cu România, care avea să aibă rolul de a asigura frontiera sudică a Austro-Ungariei într-un eventual război împotriva Imperiului Rus. Încă în 1880, Bismarck a sfătuit diplomația vieneză să acorde o mare atenție României și să acționeze pentru o apropiere austro-ungaro-română. De mai multe ori, el a criticat tonul adoptat în unele împrejurări de guvernul austro-ungar față de cel român. În 1883 însă, apropierea României de alianță a devenit o prioritate, fiind mai importantă decât apropierea Serbiei sau a Imperiului Otoman, care au trecut pe planul secund. Bismarck lua în considerație  posibilitatea unei competiții pentru atragerea României între Austro-Ungaria și Rusia, în care ultima putea promite Transilvania. Din acest motiv, s-a trecut la acțiuni concrete de apropiere a României de Puterile Centrale, inițiativă ce a pornit de la Berlin și a găsit un ecou favorabil la Viena înainte de a-l avea la București. Austro-Ungaria era interesată în mod special într-o alianță cu România, fiind principalul beneficiar în acest caz. Aceasta explică și modul surprinzător cum Austro-Ungaria a trecut peste încordarea survenită în raporturile cu statul român în vara anului 1883, ca urmare a „incidentului Grădișteanu”, când în cadrul unei ceremonii oficiale date cu ocazia dezvelirii statuii lui Ștefan cel Mare din Iași, senatorul Petru Grădișteanu și-a exprimat speranța că regele „va recuceri acele pietre prețioase care lipsesc încă coroanei” domnitorului moldovean. Cuvântarea lui Grădișteanu a stârnit o vie reacție, mai întâi a presei care afirma că Grădișteanu a făcut referire la teritoriile românești aflate sub stăpânirea Ungariei, apoi a diplomației din Monarhia Dualistă, ce a întreprins presiuni asupra guvernului român, care a fost nevoit să se desolidarizeze de Grădișteanu printr-o declarație oficială. „Incidentul Grădișteanu” a fost exploatat de către Austro-Ungaria pentru a demonstra la București riscurile unei îndepărtări de Austro-Ungaria, într-un moment în care existau motive de îngrijorare datorită evoluțiilor raporturilor dintre Sofia și Sankt-Petersburg, ce alimentau temerea unei intervenții ruse la sud de Dunăre și a implicațiilor pe care ea putea să le aibă asupra României.
În aceste împrejurări, România s-a văzut nevoită să adere la Tripla Alianță. Dată fiind, totuși, dificultatea raporturilor româno-austro-ungare, pe fondul problemei naționale a românilor din Transilvania, Bismarck înțelegea că alăturarea României de Puterile Centrale putea reprezenta pericol pentru aliata Germaniei, motiv din care, în cadrul discuțiilor pe care le-a avut cu I.C. Brătianu la Gastein (26 august/7 septembrie 1883), a insistat asupra semnării unui tratat prealabil între București și Viena. Prin aceasta, se urmărea un dublu câștig: pe de o parte, păstrarea unei anumite posibilități de manevrare în relațiile cu Rusia, cu care Germania semnase tratatul de „reasigurare” din 1881, pe de altă parte, imprimarea unui caracter mai concret apropierii României de Puterile Centrale, printr-un tratat încheiat tocmai cu statul cu care avea cele mai importante neînțelegeri.

## Tratatul de aderare a României la Tripla Alianță
Relațiile politice dintre România și Austro-Ungaria nu s-au caracterizat până în vara anului 1883 printr-o dezvoltare ascendentă, care să fi fost încununată prin încheierea tratatului de alianță din octombrie 1883. Totuși, vizita lui Carol I la Berlin și Viena din august 1883 și intervenția lui Bismarck pe lângă ministrul de externe austro-ungar Kálnoky despre posibilitatea lărgirii „ligii păcii”, au condus la o destindere semnificativă a relațiilor româno-austro-ungare, astfel încât Kálnoky și I. C. Brătianu au ajuns repede la o înțelegere vizavi de proiectul tratatului.
Discuțiile au avut loc în cadrul vizitei primului ministru român la Viena din septembrie 1883. Deși, Kálnoky a încercat să obțină avantaje mai mari pentru Austro-Ungaria, acesta a acceptat până la urmă punctul de vedere al primului ministru român și a realizat proiectul tratatului în termeni asemănători actelor din 1879 (tratatul de alianță austro-germană) și 1882 (tratatul Triplei Alianțe). Mai mult decât atât, în schimbul semnării tratatului de alianță cu România, Austro-Ungaria a renunțat la așa-zisele „drepturi” pe care le-a obținut la Conferința de la Londra (1883), ceea ce însemna renunțarea la pretențiile sale de dominație asupra Dunării de Jos.
Proiectul prezentat de Kálnoky la 25 septembrie 1883 era conceput ca o alianță bilaterală cu caracter defensiv. Proiectul avea un preambul și opt articole, unul dintre care (art. 2) prevedea angajarea guvernului român de a nu tolera pe teritoriul său acțiuni politice sau de alt gen care ar fi îndreptate contra Monarhiei Dualiste. Pentru a se crea impresia unei egalități, guvernul austro-ungar își lua aceleași obligații față de România. Clauza ar fi constituit o premisă pentru imixtiunea în chestiunea românilor transilvăneni, motiv din care Brătianu a respins-o motivând că este o dovadă de „lipsă de încredere reciprocă”. În realitate, prim ministrul român a surprins sensul cât se poate de periculos pentru România al articolului 2 deoarece acceptarea lui impunea guvernului român obligația de a se transforma în jandarm al Austro-Ungariei în propria țară și de a lovi în mișcarea de sprijinire a eliberării naționale a românilor din Transilvania. Deoarece articolul respectiv ar fi furnizat pretexte Austro-Ungariei pentru amestecul permanent în treburile interne ale României, acesta nu putea fi acceptat de un guvern independent. La propunerea lui Brătianu, clauza dată a fost înlocuită cu un articol privind condițiile în care cele două puteri își promiteau ajutor reciproc, în cazul unei agresiuni.
O altă prevedere respinsă de către omul politic român a fost cea a unui tratat militar, care urma să stabilească, printre altele, problema comandamentului superior în caz de război. Deoarece se urmărea o posibilă subordonare a armatei române, Brătianu și-a exprimat dezacordul prin faptul că articolul dat ar putea să-l irite pe Carol I. Prim-ministrul a cerut să fie inclusă prevederea conform căreia tratatul defensiv austro-român corespunde scopului urmărit prin alianța dintre Austro-Ungaria și Germania. Aceasta, pentru a se sublinia că actul este valabil doar atât timp cât durează alianța. Proiectul a fost acceptat și de Bismarck, doar că acesta a cerut excluderea din articolele 3 și 4 a menționării Rusiei în text. La fel ca cancelarul său, și împăratul Wilhelm I a obiectat față de nominalizarea Rusiei în tratat și a declarat că în acest caz nu va adera la alianța austro-ungaro-română. Wilhelm I se temea ca o indiscreție din partea română să nu provoace o înăsprire a relațiilor germano-ruse în condițiile în care împăratul german stabilise relații bune cu Rusia. Pentru a-i convinge pe români să accepte scoaterea numelui Rusiei din tratat, germanii propuneau ca în alianță să se precizeze intrarea în vigoare a „casus foederis” („caz de alianță”) numai dacă Austro-Ungaria ar fi atacată la granițele de răsărit.
Textul modificat al tratatului a fost adus la București de către baronul Mayr la 13 octombrie 1883, iar la 18/30 octombrie 1883 împreună cu Kálnoky, I. C. Brătianu semnează tratatul de alianță între România și Austro-Ungaria. Tratatul se compunea dintr-un preambul și șapte articole.
 În preambul, împăratul Austro-Ungariei și regele României stabilesc caracterul pur defensiv și conservator al Tratatului care avea drept scop „de a asigura ordinea politică și de a garanta contra tuturor eventualităților prietenia perfectă care îi leagă”.
Articolul 1 prevedea angajamentul părților contractante de a nu intra în alianțe ostile uneia din părți, de a duce o politică amicală și de a-și acorda sprijin reciproc „în limita intereselor lor”. 
Articolul 2 se referea la obligația celor două părți de a-și veni în ajutor în cazul unui atac neprovocat, menționându-se special că obligația „casus foederis” din partea României intervenea atunci când Austro-Ungaria ar fi atacată în „ținuturile limitrofe cu România”, adică se făcea referire la Rusia și eventual la Serbia, fapt puțin probil pe atunci. Pentru Austro-Ungaria obligația de „casus foederis” față de România intervenea dacă aceasta din urmă „ar fi fost atacată” fără provocare din partea sa. România era deci asigurată prin acest articol față de un atac din partea Rusiei și eventual din partea Bulgariei sau Serbiei. Nemenționarea în tratat a Rusiei a constituit în cele din urmă un avantaj pentru România. 
Articolul 3 stabilea obligația părților de a se consulta în vederea măsurilor ce se impuneau în cazul unei amenințări cu agresiunea „în condițiile sus menționate”. Chestiunile militare, cele referitoare la unitatea operațiunilor și trecerea peste teritoriile respective urmau a fi reglementate printr-o convenție militară. 
În articolul 4 se înscrie obligația părților ca în cazul unui război comun în circumstanțele prevăzute de articolele anterioare să nu negocieze și să nu încheie separat pace. 
Conform articolului 5, tratatul se încheie pentru o durată de cinci ani, începând cu ziua ratificării. Tot aici se stipula prelungirea automată a valabilității tratatului pe încă trei ani dacă nici una din părți nu cerea cu un an înainte denunțarea sau revizuirea documentului.
În articolul 6 se menționa caracterul secret al tratatului, iar prin articolul 7 părțile se angajau să ratifice tratatul și să schimbe instrumentele de ratificare în termen de trei săptămâni.
În aceeași zi de 30 octombrie 1883, Germania a semnat tratatul de aderare la alianța româno-austro-ungară, deși, inițial, Bismarck și împăratul Wilhelm preferau o alianță bilaterală dintre România și Monarhia Dualistă, motivând că exista deja un tratat de alianță între Germania și Austro-Ungaria și respectiv Germania era obligată să intre în acțiune în cazul în care România ar fi atacată. Contele Kalnoky era de acord cu o alianță bilaterală, dar a insistat în mod expres ca Germania să adere la tratat, în caz contrar, după cum afirma Kalnoky, însăși tratatul va fi pus sub semnul întrebării deoarece Brătianu ar vedea în atitudinea Germaniei o retragere și n-ar semna alianța numai cu Austro-Ungaria fără aderarea Germaniei. Austriecii se temeau ca Bismarck, care l-a determinat pe Brătianu să intre în alianță, să nu dea acum înapoi, lucru care nu s-a întâmplat.
Tratatul de alianță româno-austro-ungar a fost ratificat la 6 noiembrie 1883 de regele Carol I și la 12 noiembrie 1883 de Wilhelm I și Francisc Iosif. Aderarea Italiei la tratat s-a realizat abia la 3/15 mai 1888. 
Semnatarii tratatului au păstrat secretul în jurul actului încheiat și nu i-au dezvăluit existența. Evenimentele însă au trezit suspiciuni, așa că, exact în ziua semnării tratatului, deputatul D.A. Stolojan a interpelat guvernul asupra cauzelor care l-au determinat pe rege să se oprească la Viena, asupra motivelor și rezultatelor vizitelor lui Brătianu la Gastein și Viena. Primul-ministru a răspuns în ședința Camerei Deputaților din 29 oct./10 noiembrie 1883 într-un mod imprecis din care nu reieșea că s-ar fi încheiat o alianță, ci doar o apropiere a României de politica Germaniei și Austro-Ungariei.
Ziarul „Timpul” contesta felul cum a prezentat Brătianu lucrurile și scria: „Intrarea României în alianța austro-germană nu poate fi pusă la îndoială [..]. Dacă credeți că ați făcut bine ceea ce ați regulat la Viena prin mijlocirea Berlinului, dacă nu aveți a vă imputa nimic, dacă nu vă mustră cugetul cu nimic, pentru ce oare nu veniți a vă mărturisi cu franchețe faptele? Pentru ce ascundeți sub neutralitate un fapt de alianță vadită?... Urmând însă tăgada faptei sale guvernul însuși atestă că se cunoaște vinovat că a mâncat din pomul unei politici contrare interesului bine simțit al Statului și că nedemn este raiul puterii ce o are astăzi în mâini”. Această critică tendențioasă a organului de presă al Partidului Conservator nu trebuie interpretată ca o opoziție dârză față de alianța încheiată, căci conservatorii nu s-au împotrivit politicii de apropiere față de imperiile centrale și au continuat-o când au preluat puterea. În cazul dat, subiectul este tratat în contextul ostilității politice față de liberali, care erau atacați cu orice ocazie.
Dezbaterile în Camere în legătură cu politica externă a guvernului n-au fost nici îndelungate și nici furtunoase pentru că deputații, deși aveau certitudinea că Brătianu a semnat un tratat de alianță, nu-i cunoșteau cuprinsul, mai ales că afirmațiilor imprecise ale lui Brătianu despre rostul vizitei sale la Viena, s-au adăugat și explicațiile oferite Delegațiunii maghiare de către contele Kalnoky, care a prezentat vizita lui Carol drept una de curtoazie, iar despre rezultatul întrevederii cu Brătianu a menționat că: „ambele părți au dobândit convingerea că nu există nici o adevărată contrazicere de interese, care să motiveze relațiile încordate ce existau mai înainte. Rezultatul acestei negocieri a fost că ambele părți și-au exprimat ferma hotrâre de a reveni la acele relațiuni amicale ce existau chiar acum câțiva ani între noi și România. Despre rezultate concrete nu poate negreșit să fie vorba, dar discuțiile au dus la restabilirea într-un chip durabil a relațiilor amicale atât de dorite de ambele părți”. Așadar, nici la Viena, nici la București nu s-a dezvăluit existența tratatului de alianță româno-austro-ungar, ci s-a discutat despre restabilirea vechilor relații de prietenie între cele două țări.
Cercetătorul austriac Arthur Krausneker, citându-l pe istoricul englez Seton Watson, menționează în teza sa de doctorat faptul că diplomația austro-ungară nu s-ar fi dat înapoi ca printr-o indiscreție să dezvăluie existența tratatului, dar a întâlnit opoziția lui Bismarck care nu voia să facă cunoscută Rusiei aderarea Germaniei la tratatul austro-ungaro-român. Carol I, de asemenea, a evitat aducerea la cunoștința opiniei publice a existenței tratatului din cauza poziției ostile a societății românești față de Austro-Ungaria. Doar câțiva miniștri știau despre existența acestuia. Brătianu a considerat tratatul de alianță perfect valabil, deși acesta n-a fost supus ratificării în Parlament. Conținutul tratatului româno-austro-ungar n-a fost publicat decât în 1920 de către profesorul austriac Francis Pribram.
Aprecieri pozitive asupra tratatului de alianță se regăsesc în majoritatea lucrărilor germane, austriece și române consacrate politicii internaționale în Sud-Estul Europei sau istoriei politicii externe a României, lucrări scrise până în 1945. În opinia lui Arthur Krausneker, tratatul de alianță cu Austro-Ungaria a consolidat poziția externă a României, asigurând acesteia ajutor în cazul unui atac din partea Rusiei, Serbiei sau Bulgariei, iar alăturarea de Germania și Italia au făcut situația politică a României de nezdruncinat. Krausneker afirmă că tratatul din 1883 a consolidat pozițiile Casei de Hohenzollern în România și ale politicienilor părtași ai Imperiilor centrale și a adus în același timp României o situație de pace și liniște, necesară dezvoltării sale statale și economice. În lucrarea „Istoria poporului român” (1970) se menționează că „Tratatul, la care a aderat și Germania, a fost reînnoit mereu, ultima dată în ianuarie 1913. El a asigurat României o poziție fermă în raporturile internaționale din sud-estul Europei, uneori destul de încordate. Gruparea radicală și conservatorii aflând conținutul lui l-au combătut, prima pentru a nu se împiedica mișcarea de eliberare a românilor din Transilvania, iar conservatorii, din oportunism”.
Aderarea României la Tripla Alianță a constituit un moment important în desfășurarea politicii externe românești la sfârșitul sec. XIX-lea - începutul sec. XX. Actul a fost, în primul rând, o necesitate a timpului prin care statul român a ieșit din izolarea politică și a evitat astfel posibilitatea unei înțelegeri imperialiste a Austro-Ungariei și Rusiei pe seama sa.  Acordul i-a permis guvernului român să rezolve problema Dunării conform intereselor sale și i-a oferit garanții de securitate, fapt ce a permis consolidarea internă și externă a statului român. De asemenea, tratatul din 1883 a contribuit la fortificarea pozițiilor dinastiei de Hohenzollern în România și la creșterea încrederii Austro-Ungariei și Germaniei în politica statului român, pe care îl considerau un factor de stabilitate în Sud-Estul Europei. Parteneriatul cu România în cadrul Triplei Alianțe, a prezentat avantaje însemnate și pentru statele aliate. Germania a asigurat apărarea frontierei sudice a Austro-Ungariei, ceea ce însemna că în cazul unui conflict militar pe două fronturi, Monarhia Dualistă își putea concentra forțele la Răsărit, unde ar fi beneficiat și de ajutorul armatei române, iar Imperiul german își orienta atenția spre Vest. Un avantaj pentru Austro-Ungaria și un dezavantaj sensibil pentru România a fost faptul că tratatul de alianță a stânjenit lupta de eliberare a românilor transilvăneni și a oferit Austro-Ungariei posibilitatea de a interveni uneori în treburile interne ale României, mai ales pe linia unor cerințe de reprimare din partea guvernului român  a unor manifestări anti-austro-ungare în România, cum a fost cazul ardelenilor expulzați din România în septembrie 1885 la intervenția expresă a lui Kálnoky. Aceasta, însă nu a însemnat abandonarea luptei de eliberare a românilor transilvăneni: nici ardelenii n-au încetat lupta împotriva asupririi naționale și nici conaționalii lor din Regat n-au ezitat să-i sprijine prin toate mijloacele. 
Deși Tripla Alianță a fost reînnoită în 1902 și 1912, atât Italia (în 1915), cât și România (în 1916) au intrat în război de partea Antantei.